# МАЗ-5337
МАЗ-5337 — советский и белорусский крупнотоннажный грузовой автомобиль третьего поколения автомобилей МАЗ, выпускающийся на Минском автомобильном заводе с 1987 года.

## История
С 1986 года выпускается шасси МАЗ-5337 с дневной кабиной и двигателем ЯМЗ-236 (180 л.с.). 
В 1987 году начал выпускаться бортовой грузовик МАЗ-53371 с двигателем ЯМЗ-236 (180 л.с.) с дневной кабиной и с кабиной со спальным местом (МАЗ-53371-029), и седельный тягач МАЗ-5433. Кроме того, существовала северная модификация для работы при температурах до -60° - МАЗ-533701.
С 2002 года на автомобили семейства МАЗ-5337 устанавливался двигатель ЯМЗ-236НЕ (турбодизель, Евро-1, 230 л.с.), а с 2006 года - ЯМЗ-236НЕ2 (Евро-2, 230 л.с.). Эти машины получили марки: шасси МАЗ-533702, седельный тягач МАЗ-543302 и самосвал МАЗ-555102.
В 1987-1990 гг. МАЗ-5337 и МАЗ-5335 выпускались на заводе одновременно.
С 1998 года грузовик стал выпускаться с обновленной кабиной и решеткой радиатора, открывшей доступ к точкам обслуживания всей передней облицовки.
С 2008 года автомобили МАЗ-5337 снова прошли модернизацию: устанавливается двигатель ЯМЗ-6563.10 Евро-3, 230 л.с. Изменились и марки моделей:
- МАЗ-5337А2 - шасси и бортовой,
- МАЗ-5433А2 - седельный тягач
- МАЗ-5551А2 - самосвал

## Описание
Кабина двухместная, без спального места. Также была версия со спальной кабиной, которая имела маркировку 53371-29. Поднимается вперёд с помощью гидроцилиндра с ручным насосом. Водительское кресло подрессорено, регулируется по длине, высоте, углу наклона подушки и спинки.
Кузов представляет собой металлическую платформу. Полы деревянные. Также доступны шасси, предназначенные для установки различных кузовов и оборудования.

## Машины на шасси автомобиля МАЗ-5337
На шасси устанавливаются кузова, цистерны, фургоны, автокраны, экскаваторы, грузовые автомобили, пожарные машины и др.

## Галерея

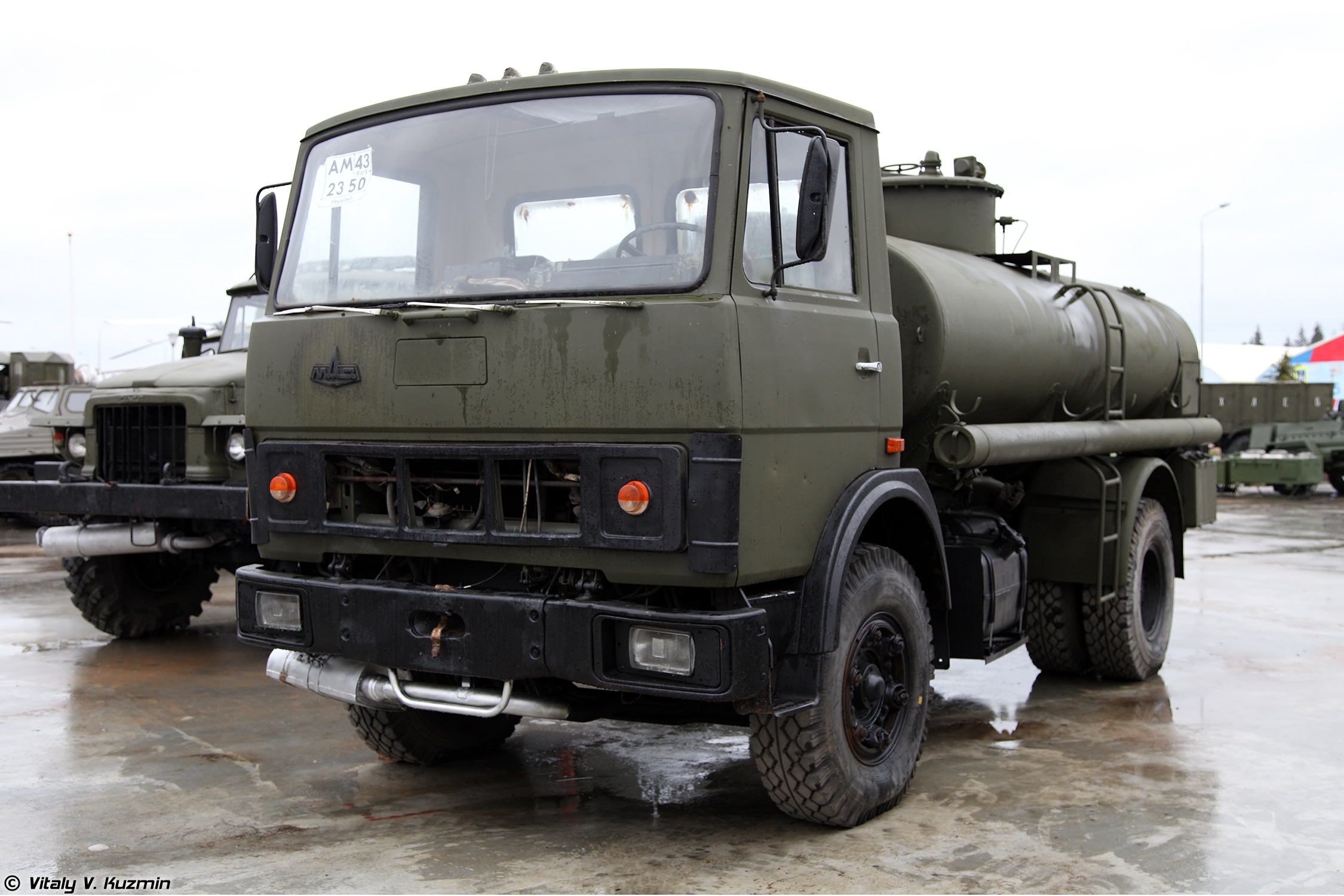
Топливозаправщик на шасси МАЗ-5337 с оформлением передней части кабины до 1997 года.
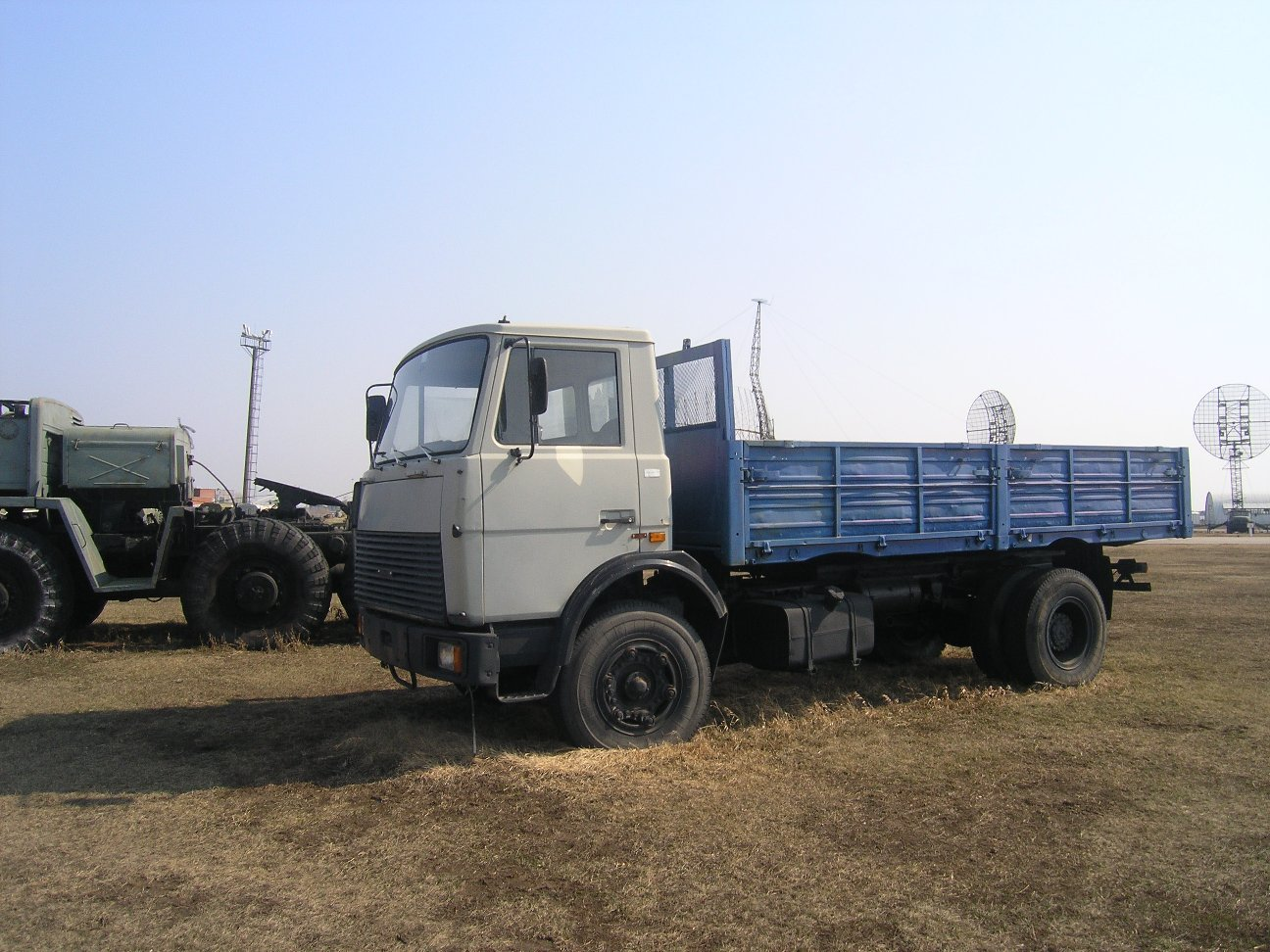
…бортовой…
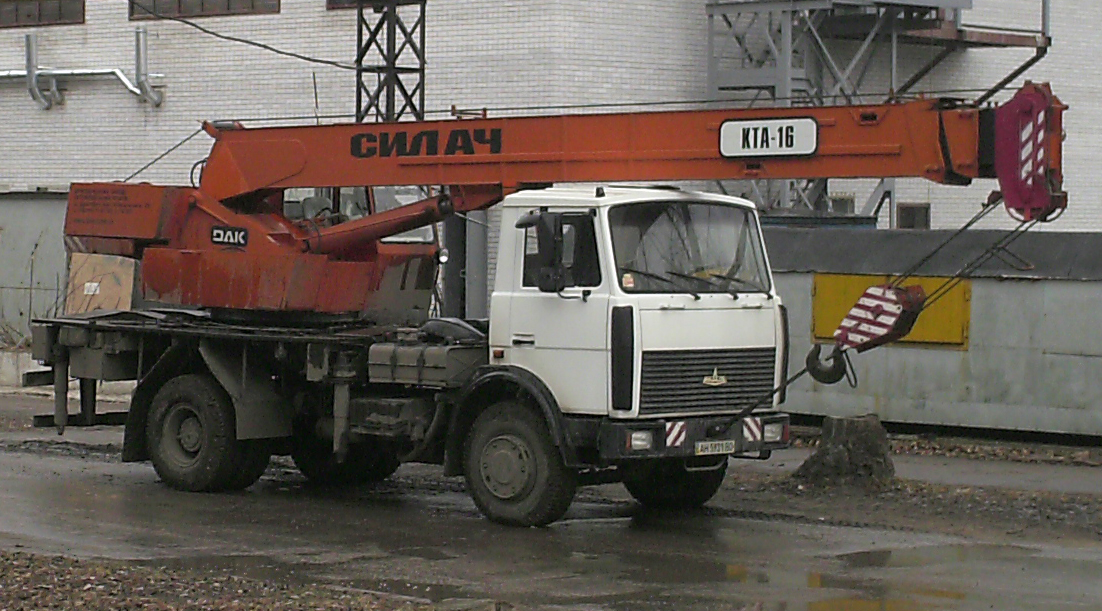
…автомобильный кран…
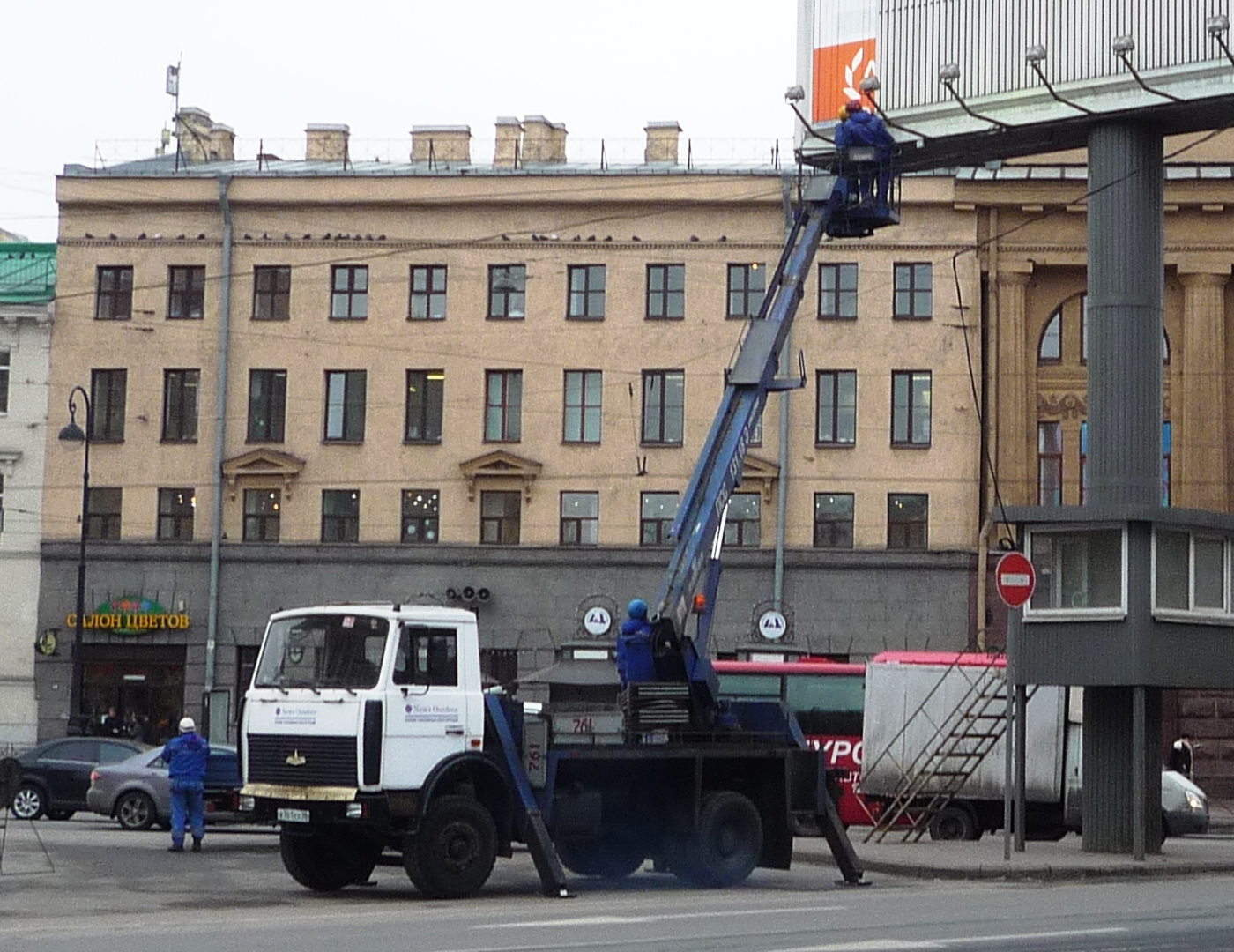
…автомобиль-вышка…
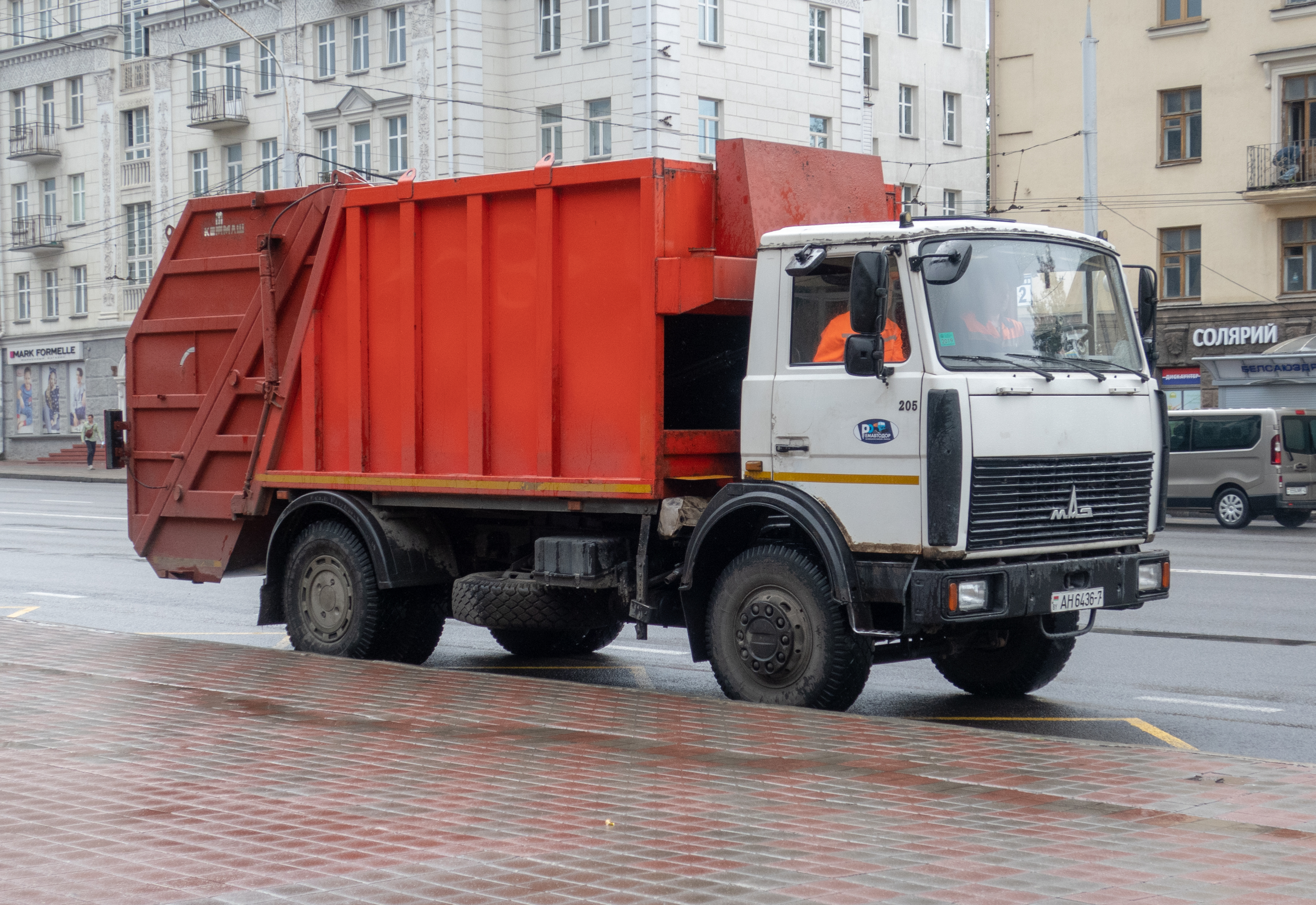
…мусоровоз…
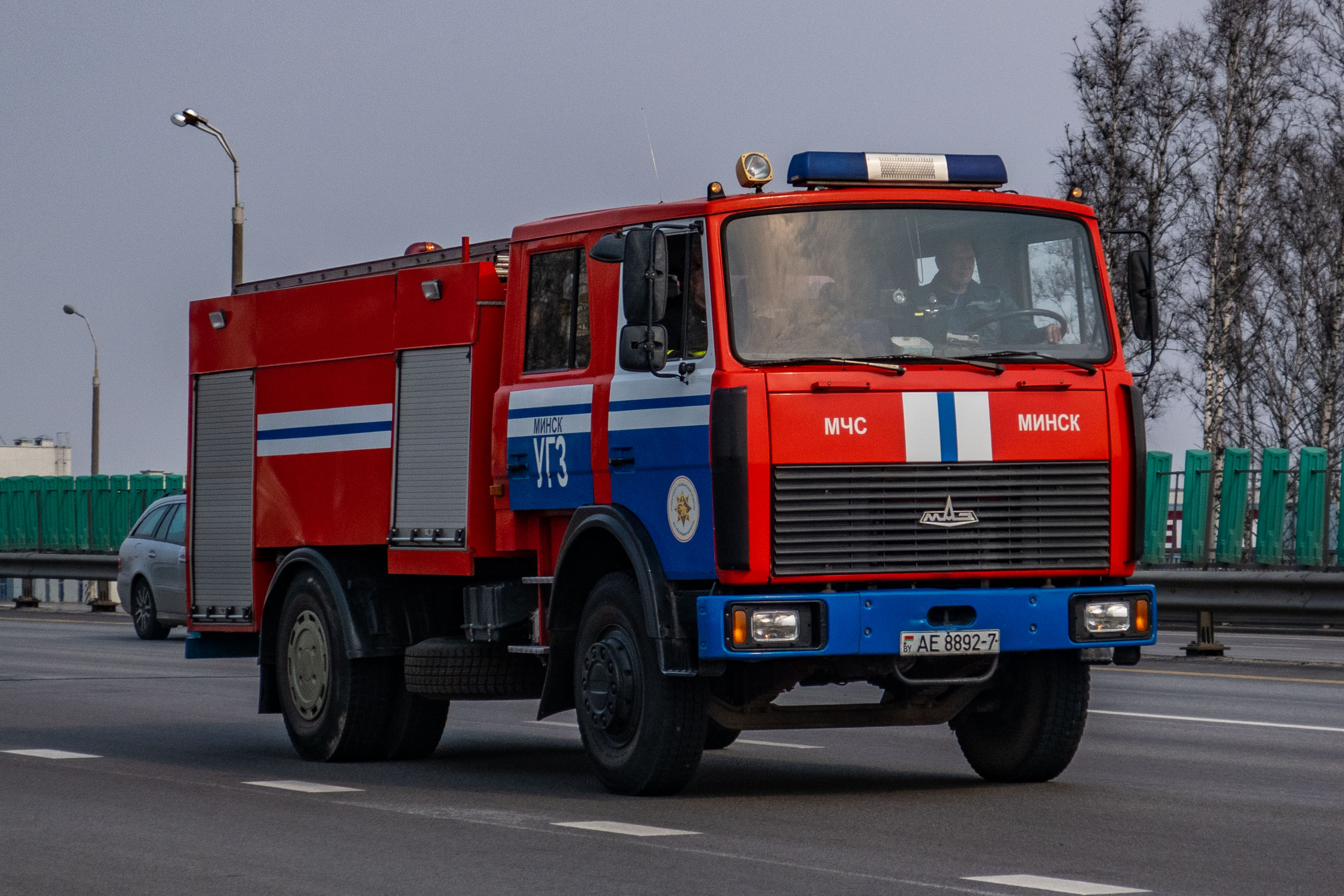
…пожарный автомобиль…
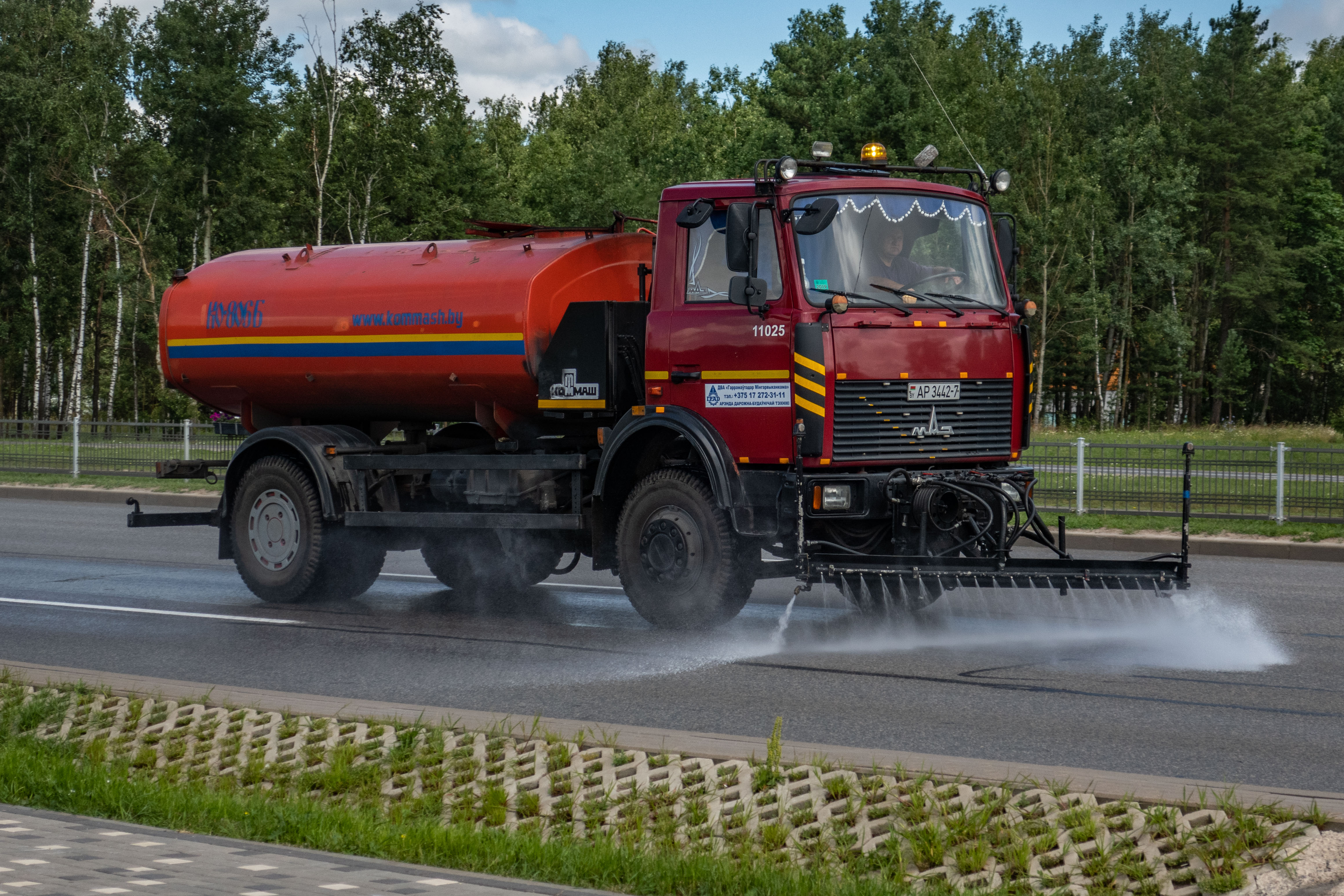
…поливомоечная машина…